# Bombus luteipes
Bombus luteipes là một loài Hymenoptera trong họ Apidae. Loài này được Richards mô tả khoa học năm 1934.